# F1 Academy 2024
 (mars 2024).
La mise en forme du texte ne suit pas les recommandations de Wikipédia : il faut le « wikifier ».
Les points d'amélioration suivants sont les cas les plus fréquents. Le détail des points à revoir est peut-être précisé sur la page de discussion.
- Les titres sont pré-formatés par le logiciel. Ils ne sont ni en capitales, ni en gras.
- Le texte ne doit pas être écrit en capitales (les noms de famille non plus), ni en gras, ni en italique, ni en « petit »…
- Le gras n'est utilisé que pour surligner le titre de l'article dans l'introduction, une seule fois.
- L'italique est rarement utilisé : mots en langue étrangère, titres d'œuvres, noms de bateaux, etc.
- Les citations ne sont pas en italique mais en corps de texte normal. Elles sont entourées par des guillemets français : « et ».
- Les listes à puces sont à éviter, des paragraphes rédigés étant largement préférés. Les tableaux sont à réserver à la présentation de données structurées (résultats, etc.).
- Les appels de note de bas de page (petits chiffres en exposant, introduits par l'outil «  Source ») sont à placer entre la fin de phrase et le point final[comme ça].
- Les liens internes (vers d'autres articles de Wikipédia) sont à choisir avec parcimonie. Créez des liens vers des articles approfondissant le sujet. Les termes génériques sans rapport avec le sujet sont à éviter, ainsi que les répétitions de liens vers un même terme.
- Les liens externes sont à placer uniquement dans une section « Liens externes », à la fin de l'article. Ces liens sont à choisir avec parcimonie suivant les règles définies. Si un lien sert de source à l'article, son insertion dans le texte est à faire par les notes de bas de page.
- La présentation des références doit suivre les conventions bibliographiques. Il est recommandé d'utiliser les modèles {{Ouvrage}}, {{Chapitre}}, {{Article}}, {{Lien web}} et/ou {{Bibliographie}}. Le mode d'édition visuel peut mettre en forme automatiquement les références.
- Insérer une infobox (cadre d'informations à droite) n'est pas obligatoire pour parachever la mise en page.

Pour une aide détaillée, merci de consulter Aide:Wikification.
Si vous pensez que ces points ont été résolus, vous pouvez retirer ce bandeau et améliorer la mise en forme d'un autre article.
Navigation
2023 2025
La F1 Academy 2024 est un championnat de course automobile qui constitue la deuxième saison de la F1 Academy, une série de courses entièrement féminine, de niveau Formule 4, fondée et organisée sous la direction de Formula Motorsport Limited. Les sept épreuves sont courues en parallèle avec celles du Championnat du monde de Formule 1 2024, avec 10 des 16 voitures de pilotes arborant des livrées correspondant aux 10 équipes en compétition en Formule 1.

## Équipes et pilotes engagées
Le championnat étant monotype, toutes les équipes concourent avec un châssis Tatuus F4-T421 équipé de pneus identiques développés par Pirelli. Chaque voiture est propulsée par un moteur 4 cylindres turbocompressé de 165 chevaux développé par Autotecnica.
Pour la saison 2024, les 10 équipes de Formule 1 sponsorisent une pilote et leur voiture doivent avoir la même livrée. Les cinq pilotes restantes de la série sont soutenues par d'autres partenaires.
| Pilotes pour la saison complète | Pilotes pour la saison complète | Pilotes pour la saison complète | Pilotes pour la saison complète | Pilotes pour la saison complète | Pilotes pour la saison complète |
| Équipes                         | N°                              | Pilote                          | Sponsor                         | Manches                         | Ref.                            |
| ------------------------------- | ------------------------------- | ------------------------------- | ------------------------------- | ------------------------------- | ------------------------------- |
| Rodin Motorsport                | 3                               | Lola Lovinfosse                 | Charlotte Tilbury               | Toutes                          | [ 3 ]                           |
| Rodin Motorsport                | 9                               | Abbi Pulling                    | Alpine F1 Team                  | Toutes                          | [ 4 ]                           |
| Rodin Motorsport                | 17                              | Jessica Edgar (en)              | American Express                | Toutes                          | [ 5 ]                           |
| MP Motorsport                   | 7                               | Emely de Heus (en)              | Red Bull - Ford                 | Toutes                          | [ 6 ]                           |
| MP Motorsport                   | 8                               | Hamda Al Qubaisi                | Red Bull Racing                 | Toutes                          | [ 6 ]                           |
| MP Motorsport                   | 88                              | Amna Al Qubaisi (en)            | Visa Cash App RB                | Toutes                          | [ 6 ]                           |
| Campos Racing                   | 14                              | Chloe Chambers (en)             | Haas F1 Team                    | Toutes                          | [ 7 ]                           |
| Campos Racing                   | 15                              | Carrie Schreiner (en)           | Kick Sauber                     | Toutes                          | [ 8 ]                           |
| Campos Racing                   | 30                              | Nerea Martí (en)                | Tommy Hilfiger                  | Toutes                          | [ 9 ]                           |
| ART Grand Prix                  | 16                              | Bianca Bustamante               | McLaren Racing                  | Toutes                          | [ 10 ]                          |
| ART Grand Prix                  | 22                              | Aurelia Nobels                  | Puma                            | Toutes                          | [ 11 ]                          |
| ART Grand Prix                  | 57                              | Lia Block (en)                  | Williams Racing                 | Toutes                          | [ 12 ]                          |
| Prema Racing                    | 19                              | Tina Hausmann                   | Aston Martin F1 Team            | Toutes                          | [ 13 ]                          |
| Prema Racing                    | 28                              | Doriane Pin                     | Mercedes Grand Prix             | Toutes                          | [ 14 ]                          |
| Prema Racing                    | 64                              | Maya Weug                       | Scuderia Ferrari                | Toutes                          | [ 15 ]                          |
| Entrées génériques              |                                 |                                 |                                 |                                 |                                 |
| Prema Racing                    | 4                               | Nina Gademan (en)               | The Female Quotient             | 4                               |                                 |
| Prema Racing                    | 5                               | Ella Lloyd (en)                 | F1 Academy                      | 5                               |                                 |
| Prema Racing                    | 6                               | Alisha Palmowski (en)           | F1 Academy                      | 6                               |                                 |
| Prema Racing                    | 18                              | Reema Juffali                   | Aramco                          | 1                               | [ 16 ]                          |
| Prema Racing                    | 54                              | Logan Hannah (en)               | Away                            | 7                               |                                 |
| Prema Racing                    | 77                              | Courtney Crone (en)             | QVC                             | 2                               |                                 |
| Source ,:                       |                                 |                                 |                                 |                                 |                                 |

### Changements d'équipe
- Rodin Carlin a été rebaptisé Rodin Motorsport, après le départ de la famille Carlin et le rachat en pleine propriété de Rodin Cars[18].

### Changements de pilote
- Prema Racing aligne une toute nouvelle équipe à la suite des départs de Marta García, qui s'est dirigée vers le Championnat d'Europe de Formule Régionale, de Chloe Chong, qui a rejoint JHR Developments en Championnat de Grande-Bretagne de Formule 4, et de Bianca Bustamante, qui est passée chez ART Grand Prix[19],[20],[21],[10]. Les nouvelles pilotes de l'équipe sont Tina Hausmann, représentante d'Aston Martin, Doriane Pin, pilote du Mercedes Junior Team, et Maya Weug, membre de la Ferrari Driver Academy[13],[14],[15].
- Megan Gilkes (en) a quitté Rodin Motorsport et s'est retirée de la discipline, tandis que Lola Lovinfosse a rejoint Campos Racing[22],[3].
- ART Grand Prix a promu Léna Bühler au Championnat d'Europe de Formule Régionale, tandis que Carrie Schreiner et Chloe Grant ont quitté l'équipe[23],[8]. Bianca Bustamante a quitté Prema Racing pour représenter le McLaren Driver Development Programme[10]. Elle est désormais représentée par Lia Block, nouvelle membre de la Williams Driver Academy, qui fait ses débuts en course monoplace[12]. Aurelia Nobels, membre de la Ferrari Driver Academy, complète la composition d'équipe[11].
- Campos Racing a recruté Carrie Schreiner, membre de la Sauber Academy, et venant d'ART Grand Prix[8]. L'équipe aligne également la jeune pilote Haas Chloe Chambers[7]. Elles remplacent Lola Lovinfosse, qui a rejoint Rodin Motorsport, et Maite Cáceres, qui est repartie en Championnat des États-Unis de Formule 4[24].

### Introduction desWild Cards
Une nouveauté a été introduite pour la saison 2024 : les Wild Cards. Celles-ci permettent à certaines pilotes sélectionnées de se voir proposer un volant par Prema Racing (en plus de leurs trois pilotes de base) pendant un seul week-end et de pouvoir marquer des points dans le championnat des pilotes. Susie Wolff a déclaré que les objectifs des Wild Cards sont de « promouvoir les talents régionaux, de s'engager auprès des communautés locales et d'augmenter le vivier de talents dans les régions dans lesquelles nous courons ».
- La pilote GT saoudienne Reema Juffali, classée Bronze par la FIA, a été confirmée comme Wild Card pour la première manche de la saison à Djeddah[16].
- L'américaine Courtney Crone participe en tant que Wild Card à la deuxième manche du championnat sur l'autodrome international de Miami[27].
- La Néerlandaise Nina Gademan est confirmée comme Wild Card pour la quatrième manche de la saison à Zandvoort[28].

## Calendrier des épreuves et résultats
Le calendrier de la saison 2024 a été annoncé en octobre 2023. Les sept manches sont courues en parallèle avec celles du Championnat du monde de Formule 1 2024.
| Round    | Round | Circuit                           | Date         | Pole position | Tour le plus rapide | Pilote gagnante     | Équipe gagnante  |
| -------- | ----- | --------------------------------- | ------------ | ------------- | ------------------- | ------------------- | ---------------- |
| 1        | R1    | Circuit de la corniche de Djeddah | 8 mars       | Doriane Pin   | Abbi Pulling        | Doriane Pin         | Prema Racing     |
| 1        | R2    | Circuit de la corniche de Djeddah | 9 mars       | Doriane Pin   | Doriane Pin         | Abbi Pulling        | Rodin Motorsport |
| 2        | R1    | Autodrome international de Miami  | 4 mai        | Abbi Pulling  | Bianca Bustamante   | Abbi Pulling        | Rodin Motorsport |
| 2        | R2    | Autodrome international de Miami  | 5 mai        | Abbi Pulling  | Abbi Pulling        | Abbi Pulling        | Rodin Motorsport |
| 3        | R1    | Circuit de Barcelone-Catalogne    | 22 juin      | Abbi Pulling  | Abbi Pulling        | Abbi Pulling        | Rodin Motorsport |
| 3        | R2    | Circuit de Barcelone-Catalogne    | 23 juin      | Abbi Pulling  | Chloe Chambers (en) | Chloe Chambers (en) | Campos Racing    |
| 4        | R1    | Circuit de Zandvoort              | 24 août      | Abbi Pulling  | Abbi Pulling        | Abbi Pulling        | Rodin Motorsport |
| 4        | R2    | Circuit de Zandvoort              | 25 août      | Doriane Pin   | Doriane Pin         | Doriane Pin         | Prema Racing     |
| 5        | R1    | Circuit urbain de Marina Bay      | 21 septembre | Abbi Pulling  | Doriane Pin         | Abbi Pulling        | Rodin Motorsport |
| 5        | R2    | Circuit urbain de Marina Bay      | 22 septembre | Abbi Pulling  | Abbi Pulling        | Abbi Pulling        | Rodin Motorsport |
| 6        | R1    | Circuit international de Losail   | 30 novembre  | Doriane Pin   | Doriane Pin         | Doriane Pin         | Prema Racing     |
| 6        | R2    | Circuit international de Losail   | 1er décembre | Doriane Pin   | Course Annulée      | Course Annulée      | Course Annulée   |
| 7        | R1    | Circuit Yas Marina                | 7 décembre   | Abbi Pulling  | Abbi Pulling        | Abbi Pulling        | Rodin Motorsport |
| 7        | R2    | Circuit Yas Marina                | 7 décembre   | Abbi Pulling  | Chloe Chambers (en) | Abbi Pulling        | Rodin Motorsport |
| 7        | R3    | Circuit Yas Marina                | 8 décembre   | Abbi Pulling  | Maya Weug           | Maya Weug           | Prema Racing     |
| Source : |       |                                   |              |               |                     |                     |                  |

## Classement du championnat

### Système de points
Deux points seront attribués au(x) pilote(s) qui prendront le départ de la Course 1 et de la Course 2 en pole position. Les points du tour le plus rapide seront également attribués dans chaque course à la pilote et à l'équipe réalisant le meilleur temps du tour valide et qui seront classées dans le top 10.
Aucun point n'est attribué à la pilote ayant réalisé le meilleur temps au tour mais ayant terminé en dehors du top 10 ou si la leader a parcouru moins de 50 % de la distance de course prévue.
| Points par course en fonction de la position | Points par course en fonction de la position | Points par course en fonction de la position | Points par course en fonction de la position | Points par course en fonction de la position | Points par course en fonction de la position | Points par course en fonction de la position | Points par course en fonction de la position | Points par course en fonction de la position | Points par course en fonction de la position | Points par course en fonction de la position | Points par course en fonction de la position |
| -------------------------------------------- | -------------------------------------------- | -------------------------------------------- | -------------------------------------------- | -------------------------------------------- | -------------------------------------------- | -------------------------------------------- | -------------------------------------------- | -------------------------------------------- | -------------------------------------------- | -------------------------------------------- | -------------------------------------------- |
| 1er                                          | 2ème                                         | 3ème                                         | 4ème                                         | 5ème                                         | 6ème                                         | 7ème                                         | 8ème                                         | 9ème                                         | 10ème                                        | Pôle                                         | FL                                           |
| 25                                           | 18                                           | 15                                           | 12                                           | 10                                           | 8                                            | 6                                            | 4                                            | 2                                            | 1                                            | 2                                            | 1                                            |

### Classement des pilotes
| Pos.       | Pilote                |      |      |      |      |      |    |    |    |    |    |    |   |    |      |    | Pts |
| ---------- | --------------------- | ---- | ---- | ---- | ---- | ---- | -- | -- | -- | -- | -- | -- | - | -- | ---- | -- | --- |
| Championne | Abbi Pulling          | 2    | 1    | 1    | 1    | 1    | 2  | 1  | 3  | 1  | 1  | 2  | A | 1  | 1    | 2  | 338 |
| 2          | Doriane Pin           | 1    | 9    | 2    | 3    | 7    | 5  | 5  | 1  | 3  | 3  | 1  | A | 3  | 4    | 5  | 217 |
| 3          | Maya Weug             | 3    | 2    | 6    | 5    | Abd. | 13 | 3  | 2  | 2  | 2  | 3  | A | 7  | 5    | 1  | 177 |
| 4          | Nerea Martí (en)      | 14*  | 3    | 4    | 7    | 2    | 4  | 2  | 8  | 7  | 5  | 8  | A | 6  | 6    | 3  | 136 |
| 5          | Hamda Al Qubaisi      | 9    | 5    | 5    | 6    | 5    | 3  | 8  | 4  | 6  | 6  | 4  | A | 2  | 3    | 10 | 133 |
| 6          | Chloe Chambers (en)   | 4    | 10   | 3    | 4    | 3    | 1  | 6  | 12 | 5  | 8  | 11 | A | 11 | 2    | 16 | 122 |
| 7          | Bianca Bustamante     | 5    | 6    | 9    | 2    | 4    | 7  | 14 | 11 | 16 | 14 | 16 | A | 5  | 7    | 14 | 73  |
| 8          | Lia Block (en)        | Abd. | 11   | 15   | 10   | 10   | 6  | 9  | 15 | 4  | 4  | 6  | A | 12 | 12   | 15 | 44  |
| 9          | Carrie Schreiner (en) | 10   | 7    | 12   | 9    | 12   | 11 | 10 | 6  | 8  | 9  | 12 | A | 9  | Abd. | 6  | 34  |
| 10         | Tina Hausmann         | 6    | 13   | Abd. | Abd. | 9    | 8  | 11 | 9  | 10 | 16 | 15 | A | 15 | 9    | 4  | 31  |
| 11         | Emely de Heus (en)    | 12   | 12   | 11   | 12   | 6    | 10 | 15 | 13 | 15 | 10 | 10 | A | 4  | 8    | 9  | 29  |
| 12         | Aurelia Nobels        | 7    | Abd. | 13   | 13   | 13   | 14 | 7  | 5  | 14 | 12 | 9  | A | 10 | 11   | 8  | 29  |
| 13         | Jessica Edgar (en)    | 15   | 4    | 7    | 14   | 8    | 15 | 12 | 16 | 13 | 15 | 7  | A | 16 | Abd. | 12 | 28  |
| 14         | Lola Lovinfosse       | 8    | Abd. | 10   | 15   | 11   | 9  | 13 | 7  | 11 | 13 | 14 | A | 13 | Abd. | 7  | 19  |
| 15         | Amna Al Qubaisi (en)  | 13   | 8    | 8    | 8    | Abd. | 12 | 16 | 14 | 12 | 11 | 13 | A | 8  | 13   | 13 | 16  |
| 16         | Nina Gademan (en)     |      |      |      |      |      |    | 4  | 10 |    |    |    |   |    |      |    | 13  |
| 17         | Alisha Palmowski (en) |      |      |      |      |      |    |    |    |    |    | 5  | A |    |      |    | 10  |
| 18         | Ella Lloyd (en)       |      |      |      |      |      |    |    |    | 9  | 7  |    |   |    |      |    | 8   |
| 19         | Logan Hannah (en)     |      |      |      |      |      |    |    |    |    |    |    |   | 14 | 10   | 11 | 1   |
| 20         | Courtney Crone (en)   |      |      | 14   | 11   |      |    |    |    |    |    |    |   |    |      |    | 0   |
| 21         | Reema Juffali         | 11   | Abd. |      |      |      |    |    |    |    |    |    |   |    |      |    | 0   |
| Pos.       | Pilote                |      |      |      |      |      |    |    |    |    |    |    |   |    |      |    | Pts |

| Couleur  | Résultat                                                                                         |
| -------- | ------------------------------------------------------------------------------------------------ |
| Or       | Vainqueur                                                                                        |
| Argent   | 2e place                                                                                         |
| Bronze   | 3e place                                                                                         |
| Vert     | Classé dans les points                                                                           |
| Bleu     | Classé hors des points Non classé (Nc.)                                                          |
| Violet   | Abandon (Abd.)                                                                                   |
| Rouge    | Non qualifié (Nq.) Non pré-qualifié (Npq.)                                                       |
| Noir     | Disqualifié (Dsq.)                                                                               |
| Blanc    | Non partant (Np.) Forfait (Forf.) Suspendu (Susp.) Course annulée (A.)                           |
| Gras     | Pole position                                                                                    |
| Italique | Meilleur tour en course                                                                          |
| *        | Le pilote a abandonné mais est classé pour avoir parcouru plus de 90 % de la distance de course. |
| +        | Résultat en course Sprint (si arrivée dans les points).                                          |

### Classement des écuries
| Pos | Équipes          | N° |      |      |      |      |      |    |    |    |    |    |    |   |    |      |    | Pts |
| --- | ---------------- | -- | ---- | ---- | ---- | ---- | ---- | -- | -- | -- | -- | -- | -- | - | -- | ---- | -- | --- |
| 1   | Prema Racing     | 19 | 6    | 13   | Abd. | Abd. | 9    | 8  | 11 | 9  | 10 | 16 | 15 | A | 15 | 9    | 4  | 425 |
| 1   | Prema Racing     | 28 | 1    | 9    | 2    | 3    | 7    | 5  | 5  | 1  | 3  | 3  | 1  | A | 3  | 4    | 5  | 425 |
| 1   | Prema Racing     | 64 | 3    | 2    | 6    | 5    | Abd. | 13 | 3  | 2  | 2  | 2  | 3  | A | 7  | 5    | 1  | 425 |
| 2   | Rodin Motorsport | 3  | 8    | Abd. | 10   | 15   | 11   | 9  | 13 | 7  | 11 | 13 | 14 | A | 13 | Abd. | 7  | 385 |
| 2   | Rodin Motorsport | 9  | 2    | 1    | 1    | 1    | 1    | 2  | 1  | 3  | 1  | 1  | 2  | A | 1  | 1    | 2  | 385 |
| 2   | Rodin Motorsport | 17 | 15   | 4    | 7    | 14   | 8    | 15 | 12 | 16 | 13 | 15 | 7  | A | 16 | Abd. | 12 | 385 |
| 3   | Campos Racing    | 14 | 4    | 10   | 3    | 4    | 3    | 1  | 6  | 12 | 5  | 8  | 11 | A | 11 | 2    | 16 | 292 |
| 3   | Campos Racing    | 15 | 10   | 7    | 12   | 9    | 12   | 11 | 10 | 6  | 8  | 9  | 12 | A | 9  | Abd. | 6  | 292 |
| 3   | Campos Racing    | 30 | 14*  | 3    | 4    | 7    | 2    | 4  | 2  | 8  | 7  | 5  | 8  | A | 6  | 6    | 3  | 292 |
| 4   | MP Motorsport    | 7  | 12   | 12   | 11   | 12   | 6    | 10 | 15 | 13 | 15 | 10 | 10 | A | 4  | 8    | 9  | 178 |
| 4   | MP Motorsport    | 8  | 9    | 5    | 5    | 6    | 5    | 3  | 8  | 4  | 6  | 6  | 4  | A | 2  | 3    | 10 | 178 |
| 4   | MP Motorsport    | 88 | 13   | 8    | 8    | 8    | Abd. | 12 | 16 | 14 | 12 | 11 | 13 | A | 8  | 13   | 13 | 178 |
| 5   | ART Grand Prix   | 16 | 5    | 6    | 9    | 2    | 4    | 7  | 14 | 11 | 16 | 14 | 16 | A | 5  | 7    | 14 | 146 |
| 5   | ART Grand Prix   | 22 | 7    | Abd. | 13   | 13   | 13   | 14 | 7  | 5  | 14 | 12 | 9  | A | 10 | 11   | 8  | 146 |
| 5   | ART Grand Prix   | 57 | Abd. | 11   | 15   | 10   | 10   | 6  | 9  | 15 | 4  | 4  | 6  | A | 12 | 12   | 15 | 146 |
| Pos | Équipes          | N° |      |      |      |      |      |    |    |    |    |    |    |   |    |      |    | Pts |

| Couleur  | Résultat                                                                                         |
| -------- | ------------------------------------------------------------------------------------------------ |
| Or       | Vainqueur                                                                                        |
| Argent   | 2e place                                                                                         |
| Bronze   | 3e place                                                                                         |
| Vert     | Classé dans les points                                                                           |
| Bleu     | Classé hors des points Non classé (Nc.)                                                          |
| Violet   | Abandon (Abd.)                                                                                   |
| Rouge    | Non qualifié (Nq.) Non pré-qualifié (Npq.)                                                       |
| Noir     | Disqualifié (Dsq.)                                                                               |
| Blanc    | Non partant (Np.) Forfait (Forf.) Suspendu (Susp.) Course annulée (A.)                           |
| Gras     | Pole position                                                                                    |
| Italique | Meilleur tour en course                                                                          |
| *        | Le pilote a abandonné mais est classé pour avoir parcouru plus de 90 % de la distance de course. |
| +        | Résultat en course Sprint (si arrivée dans les points).                                          |

## Remarques
1. ↑  De Heus est une membre de la Red Bull Academy Programme, mais sa participation n'est pas sponsorisé par l'équipe appartenant à Red Bull.
2. ↑  Nobels est une membre de la Ferrari Driver Academy, mais sa participation n'est pas sponsorisé par Ferrari[11].